# Capidava, Constanța
Capidava este un sat în comuna Topalu din județul Constanța, Dobrogea, România. Se află în partea de vest a județului. La vest de localitate, pe malul drept al Dunării se află ruinele fortificației Capidava. În trecut satul se numea Calachioi/ Calichioi (în turcă Kaleköy). La recensământul din 2002 avea o populație de 126 locuitori.